# Alexandru Ciurcu
Alexandru Ciurcu (né à Șercaia, comitat de Făgăraș, actuellement județ de Brașov en Transylvanie, le 29 janvier 1854 et mort à Bucarest le 22 janvier 1922) était un inventeur et un journaliste roumain, célèbre pour son invention, avec Just Buisson, d'un moteur à réaction.

## Sa vie
Alexandru N. Ciurcu est né à Șercaia, au sud de la Transylvanie (dans l'empire d'Autriche à l'époque), le 29 janvier 1854.
Il a suivi les cours du lycée de Brașov et ensuite les cours de l'université de Vienne, où il a obtenu sa licence en droit. Parallèlement, il a suivi des études techniques aussi. En 1876, à la fin de ses études, Alexandru Ciurcu s'est établi à Bucarest, où il a travaillé en tant que journaliste. Il est entré en conflit avec les autorités roumaines de l'époque, car il militait pour l'émancipation politique et nationale des Roumains de la Transylvanie natale. Par conséquent, il dut quitter la Roumanie et il s'est établi à Paris.
À Paris, il rencontre son ami Just Buisson (1843-1886), lui aussi journaliste, qui avait été correspondant à Bucarest de l'agence française de presse Havas.
En plus du journalisme, les deux amis nourrissaient une seconde passion commune : la technique. Avec Just Buisson, Alexandru Ciurcu a étudié la propulsion des aéronefs plus légers que l'air (les dirigeables), ainsi que les moteurs-fusées.
Ils ont employé le moteur-fusée, avec succès, pour la propulsion d'un bateau sur la Seine, en 1886. Les deux hommes ont envisagé que de tels moteurs plus tard seraient utilisés pour la propulsion des aéronefs. Malheureusement, le 16 décembre 1886 Just Buisson est mort à la suite d'un accident survenu pendant les expériences de la propulsion d'un bateau par un moteur-fusée, sur la Seine. Alexandru Ciurcu, qui a réussi à se sauver à la nage, a été accusé d'homicide involontaire, mais il a été acquitté.

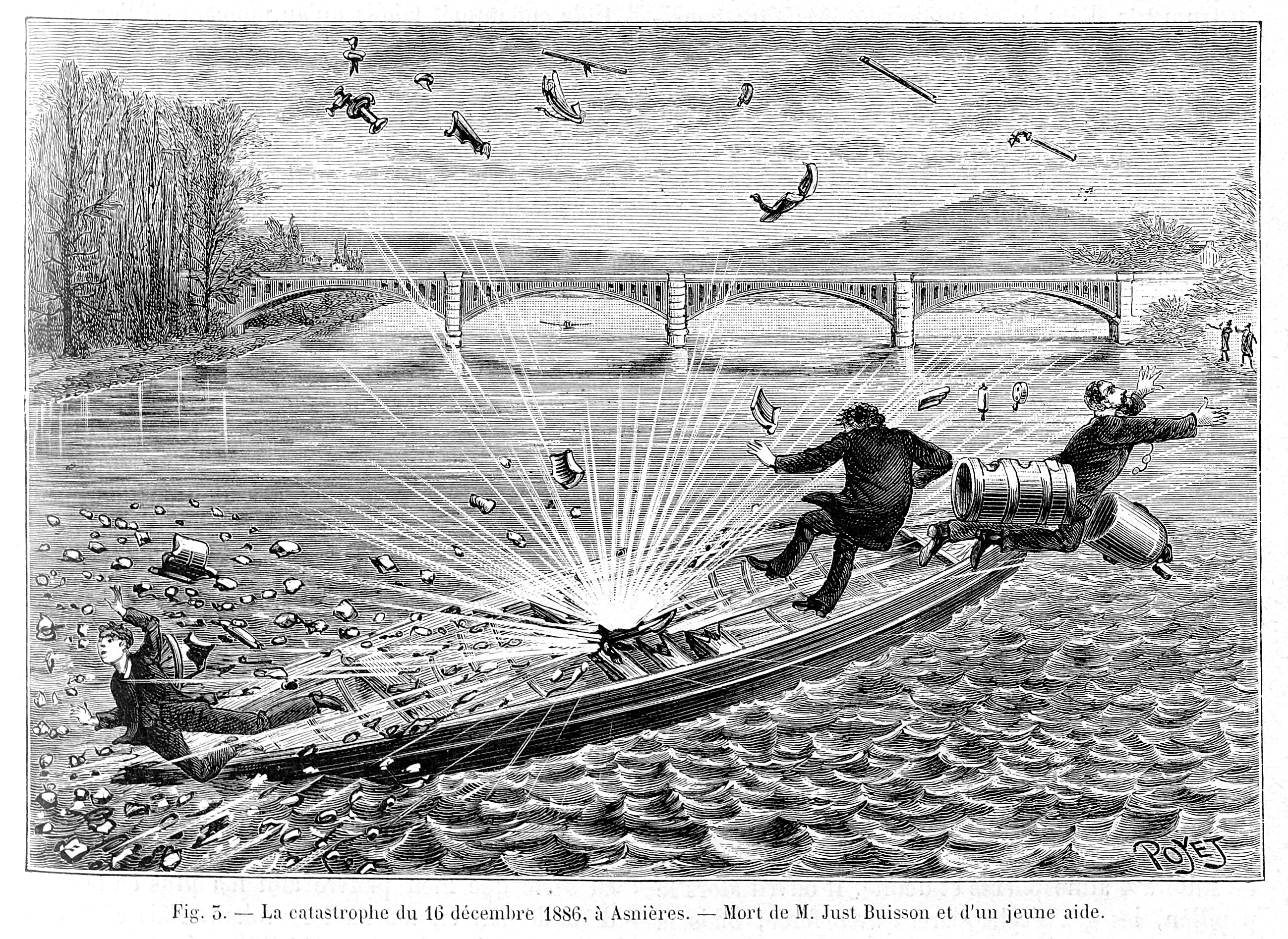
La catastrophe du 16 décembre 1886 à Asnières, dans La Nature, décembre 1887

En 1889, Alexandru Ciurcu a organisé le pavillon roumain de l'Exposition universelle de Paris.

## Ses dernières années de vie
En 1890, Alexandru Ciurcu a quitté Paris et il est revenu en Roumanie. À Bucarest, il a repris son ancienne profession de journaliste et il a été nommé directeur du journal conservateur Timpul (Le Temps) entre 1890 et 1900). Depuis, il ne s'est plus jamais occupé des expérimentations techniques.
Plus tard, il a travaillé comme journaliste pour d'autres journaux. Il a occupé aussi la fonction de président du Syndicat des journalistes.
Il s'est éteint le 22 janvier 1922 à Bucarest.

## Pour aller plus loin
- Moteur-fusée
- Henri Coandă